# بورودينو
بورودينو (بالروسية: Бородино) هي إحدى مدن روسيا في الكيان الفدرالي الروسي كراسنويارسك كراي.